# Du Qinglin
Du Qinglin, född 1946, är en kommunistisk kinesisk politiker. Han är vice ordförande i Kinesiska folkets politiskt rådgivande konferens nationella kommitté. Han var från december 2007 till augusti 2012 chef för Centrala avdelningen för enhetsfronten, som har ansvar för kommunistpartiets politik inom etniska och religiösa frågor.
Du Qinglin gjorde sin tidiga karriär inom Kinas kommunistiska ungdomsförbund och gick med i Kinas kommunistiska parti 1966. Han har utbildning på magisternivå.
Han blev suppleant i Centralkommittén i Kinas kommunistiska parti 1992 och har varit ordinarie ledamot sedan 1997.
Han var partisekreterare i Hainan 1998-2001, jordbruksminister åren 2001-2006 och sedan partichef i Sichuan 2006-2007. 
I december 2007 blev han utnämnd till chef för enhetsfrontsavdelningen, vilket han var fram till augusti 2012. Han efterträddes av Ling Jihua.